# Nagy Miklós (irodalomtörténész)
Nagy Miklós (Szombathely, 1924. június 27. – Budapest, 2002. április 13.) magyar irodalomtörténész, egyetemi tanár.

## Életpályája
Szülei Nagy Kálmán és Geltch Gabriella voltak. 1942-ben érettségizett. 1942–1947 között a Pázmány Péter Tudományegyetem Bölcsészettudományi Karának magyar–latin szakos hallgatója volt, mint Eötvös-kollégista. 1947–1949 között az Országos Széchényi Könyvtár gyakornoka volt. 1949–1984 között az ELTE-n magyar irodalomtörténetet oktatott. 1962-től Jókai Mór összes művei kritikai kiadásának sorozatszerkesztője volt. 1965-től a Magyar Irodalomtörténeti Társaság vezetőségi tagja. 1984–1987 között a Kossuth Lajos Tudományegyetem docense, 1987–1994 között a XIX. századi magyar irodalom tanszék egyetemi tanára, tanszékvezetője volt. 1994-ben nyugdíjba vonult.

## Magánélete
1952-ben házasságot kötött Döbrentey Évával. Egy lányuk született: Magdolna (1954).

## Művei
- Szöveggyűjtemény a XIX. sz. második felének irodalmából (szerkesztette Bóka Lászlóval és Németh G. Bélával, 1961)
- Jókai. A regényíró útja 1868-ig (monográfia, 1968)
- Kemény Zsigmond (kismonográfia, 1972)
- Jókai Mór alkotásai és vallomásai tükrében (kismonográfia, 1975)
- Virrasztók (tanulmányok, cikkek, 1987)
- A magyar irodalom története 1849-1905-ig IV. (szerkesztette, 1995)
- Klió és más múzsák (1997)
- Jókai Mór; Korona, Bp., 1999 (Klasszikusaink)
- Imre László–Nagy Miklós–S. Varga Pál: A magyar irodalom története 1849-től 1905-ig; Kossuth Egyetemi, Debrecen, 2005

## Díjai, kitüntetései[1]
- Az irodalomtudományok kandidátusa (1964)
- Toldy Ferenc-díj (1984)
- Wessely László-díj (1992)
- A Magyar Köztársasági Érdemrend kiskeresztje (1994)
- Komlós Aladár-díj (1994)
- Forintos-díj (1998)
- Oltványi-díj (2001)[2]